# Kale Kyetaungnyo
Cette page contient des caractères spéciaux ou non latins. S’ils s’affichent mal (▯, ?, etc.), consultez la page d’aide Unicode.
 Kale Kyetaungnyo (birman : ကလေး ကျေးတောင်ညို, kəlé tɕé tàuɴ ɲjò, ou Kalekyetaungnyo ; 10 octobre 1385 – mai 1426) fut le septième souverain du royaume d'Ava, en Haute-Birmanie. Il régna sept mois en 1425 et 1426. Il monta sur le trône grâce sa maîtresse la reine Shin Bo-Me, qui avait comploté la mort de son mari le roi Thihathu, puis de son fils de neuf ans le roi Minhlange en 1425. Après l'empoisonnement de celui-ci, Kyetaungnyo, fils du roi Tarabya et saopha (prince) de Kale (Kalaymyo, sur le haut-cours de la Chindwin, dans les collines Chin) descendit sur la capitale Ava avec une armée et s'empara du trône. Il fut couronné en décembre 1425, et fit de Bo-Me sa reine principale.
Son règne fut court. En 1426, le prince de Mohnyin, Mohnyin Thado, attaqua Ava. Kyetaungnyo et Shin Bo-Me s'enfuirent dans un bateau jusqu'à Salin, d'où ils se dirigèrent par voie de terre vers l'Arakan. Près de l'actuelle Réserve naturelle de Shwesettaw (dans la Région de Magway), Kyetaungnyo tomba malade et mourut, (mai 1426). La reine Bo-Me, une beauté frappante qui avait déjà été l'épouse de quatre rois (Tarabya, Minkhaung I, Thihathu et Kyetaungnyo) fut ramenée à Ava, où elle devint une reine secondaire de Mohnyin Thado.

## Jeunesse
Kyetaungnyo, né en 1386 sous le nom de Maung Nyo, était un fils du prince héritier Thihathu, fils aîné du roi Swasawke. Maung Nyo fut marié à une fille de Min Kye, le Saopha de Kale, un petit état Shan tributaire d'Ava. Lorsque Thihathu monta sur le trône sous le nom de Tarabya en 1400, il nomma son fils Maung Nyo saopha de Kale avec le titre de  Kyetaungnyo (tɕé tàuɴ ɲjò).